# Просечка

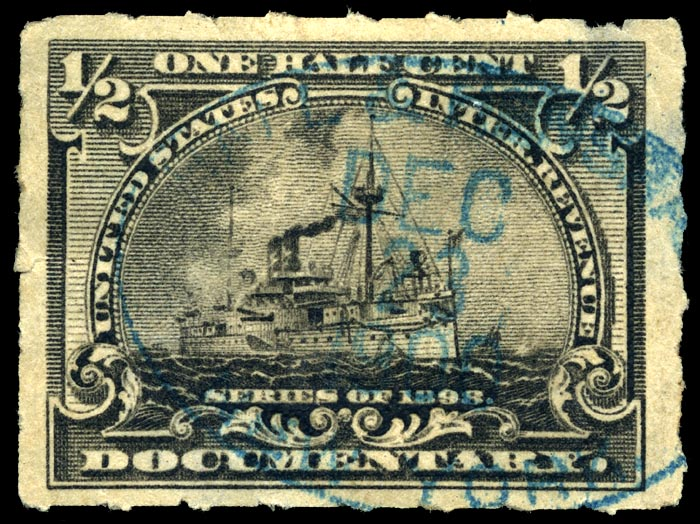
Просечка на Налоговые марки США (1898)

Просе́чка (англ. rouletting) — результат механического надрезания бумаги или иного материала с помощью специальных ножей, во многом аналогичный перфорации (и потому часто тоже называющийся «перфорацией»), однако не приводящий к удалению частиц материала и ставящий своей целью снижение механической прочности бумаги по определённым линиям.

## История
Просечка была изобретена в 1848 году Генри Арчером для перфорирования марочных листов, поэтому также известна как арчеровская просечка (Archer roulette). Её разработка началась с пробной просечки, для которой был использован лист марок Великобритании «Красный пенни» номиналом в 1 пенни выпуска 1841 года.

Примеры арчеровской просечки
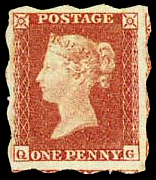
«Красный пенни» (1841)
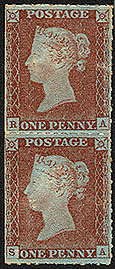
Вертикальная пара «Красных пенни» (1848)
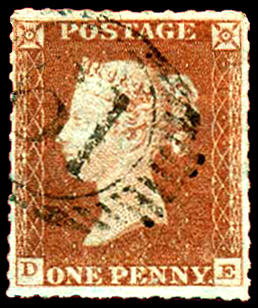
То же, одиночная марка

## Применение
Наиболее часто просечка ныне встречается при изготовлении туалетной бумаги и иных средств гигиены, а также для создания сложенных по линиям просечек пачек бумаги, применяемых в принтерах, кассовых аппаратах и других регистрирующих устройствах с непрерывной подачей бумаги (так называемая «лента с просечками»).

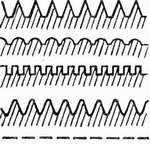
Виды ножей для просечки марочного листа

В меньшей степени просечка применяется для изготовления почтовых марок и виньеток, уступив место более удобной для изготовителя и более эстетичной для потребителя зубцовке. Просечка была характерна для некоторых марок конца XIX — начала XX века (Финляндии, Саксонии, Брауншвейга, почты Турн-и-Таксис, Данцига, США и др.), особенно ранних выпусков и провизориев, зачастую изготавливавшихся в условиях ограниченных технических возможностей (см., например, угандийские каури).

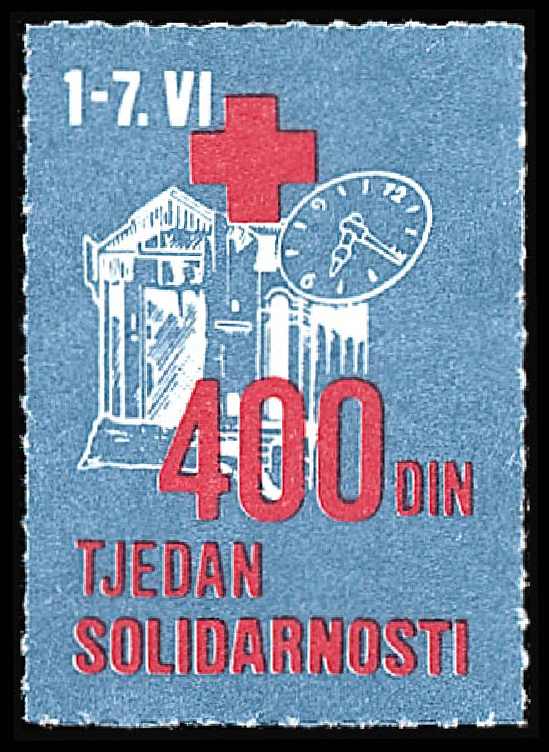
Просечка на виньетке Красного Креста Югославии (1989)

## Виды просечки
Просечка бывает пунктирной, линейной, зигзагообразной и др. Может быть и цветной, то есть произведённой по предварительно напечатанной цветной линии или с помощью окрашенных ножей.
В некоторых случаях встречается комбинированная перфорация (зубцовка и просечка), например, на марках Южной Африки 1942 года. В настоящее время просечка применяется для самоклеящихся марок.

## Примечание
1. 1 2 3  Просечка // Большой филателистический словарь / Н. И. Владинец, Л. И. Ильичёв, И. Я. Левитас, П. Ф. Мазур, И. Н. Меркулов, И. А. Моросанов, Ю. К. Мякота, С. А. Панасян, Ю. М. Рудников, М. Б. Слуцкий, В. А. Якобс; под общ. ред. Н. И. Владинца и В. А. Якобса. — М.: Радио и связь, 1988. — 320 с. — 40 000 экз. — ISBN 5-256-00175-2.
 (Дата обращения: 20 июня 2011)
2. ↑  Например, «Филателистический словарь» О. Басина считает просечку видом фигурной перфорации, под которой, в свою очередь, подразумевает перфины; см.:
  - Просечка // Филателистический словарь / Сост. О. Я. Басин. — М.: Связь, 1968. — 164 с. (Дата обращения: 18 сентября 2015) {title}. Дата обращения: 20 июня 2011. Архивировано 17 сентября 2015 года.
  - Фигурная перфорация // Филателистический словарь / Сост. О. Я. Басин. — М.: Связь, 1968. — 164 с. (Дата обращения: 18 сентября 2015) {title}. Дата обращения: 20 июня 2011. Архивировано 17 сентября 2015 года.
3. ↑  Арчер // Большой филателистический словарь / Н. И. Владинец, Л. И. Ильичёв, И. Я. Левитас, П. Ф. Мазур, И. Н. Меркулов, И. А. Моросанов, Ю. К. Мякота, С. А. Панасян, Ю. М. Рудников, М. Б. Слуцкий, В. А. Якобс; под общ. ред. Н. И. Владинца и В. А. Якобса. — М.: Радио и связь, 1988. — 320 с. — 40 000 экз. — ISBN 5-256-00175-2.
 (Дата обращения: 20 июня 2011)
4. ↑  Станок для порезки туалетной бумаги с возможностью нанесения просечки. spravka.ua; ООО, Умелец. Дата обращения: 20 июня 2011. Архивировано из оригинала 1 июля 2012 года.
5. ↑  Изготовление промышленных ножей. ООО «УралМашТехноСервис». — Предложение просечных ножей различной формы. Дата обращения: 20 июня 2011. Архивировано из оригинала 13 марта 2012 года.